# Sobretò

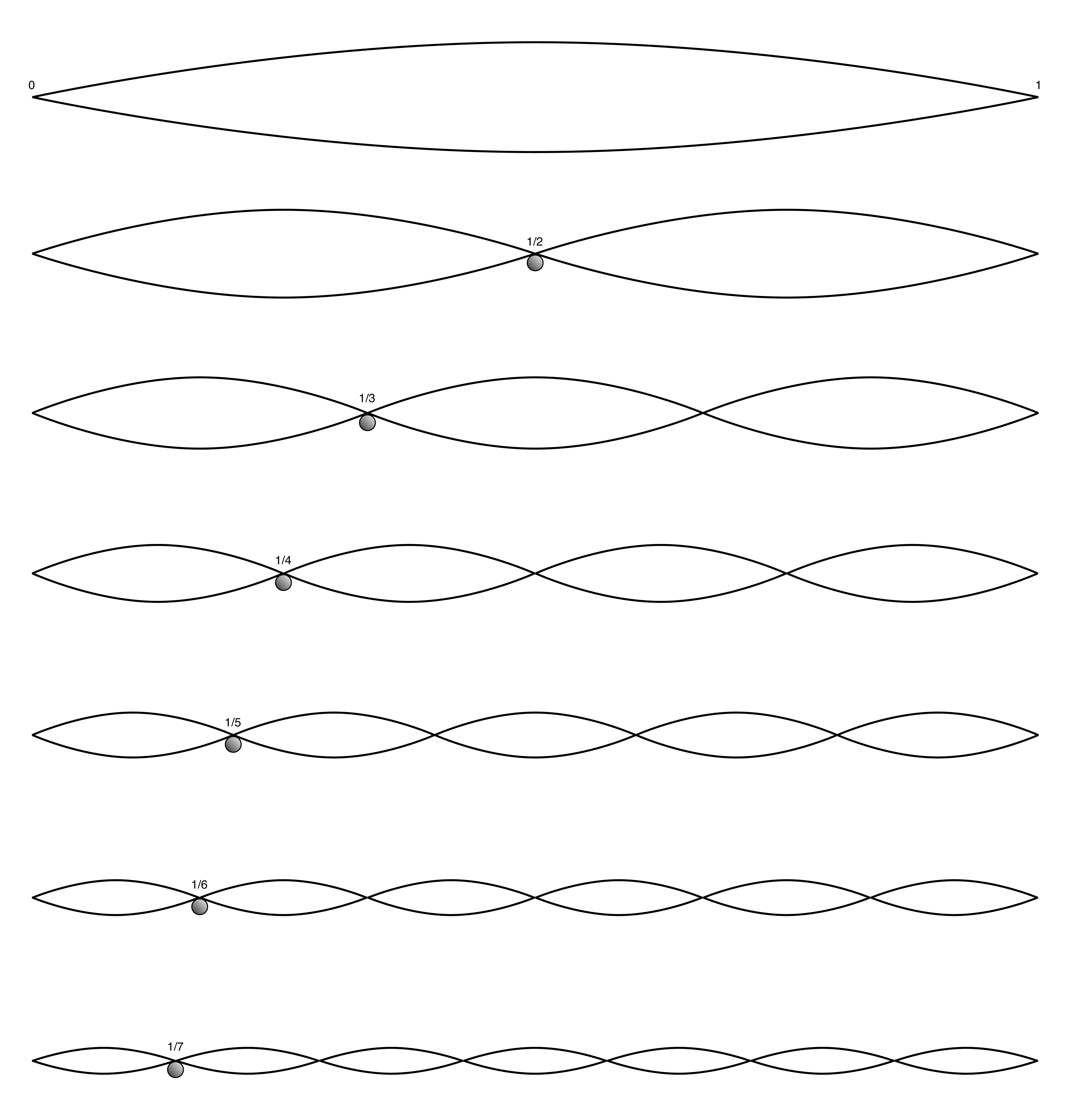
sobretons harmònics.

Un  sobretò  és un component sinusoidal de la forma d'una ona, de major freqüència que la seva freqüència fonamental. Generalment el primer sobretò és el segon harmònic; el segon sobretò, el tercer harmònic, etc.

## Ús del terme
Típicament el terme es refereix a ones acústiques, especialment pel que fa a temes relacionats amb la música. Malgrat l'ús barrejat, un sobretò o és harmònic o és parcial.
El sobretò parcial o inharmònic és un múltiple no sencer d'una freqüència fonamental.,
Un exemple de sobretons harmònics:
| f   | 440 Hz  | To fonamental  | Primer harmònic |
| 2 f | 880 Hz  | Primer sobretò | Segon harmònic  |
| 3 f | 1320 Hz | Segon sobretò  | Tercer harmònic |

No tots els sobretons són harmònics o múltiples sencers de la freqüència fonamental. Alguns instruments musicals produeixen sobretons més aguts o tancats que els harmònics. Aquesta característica és un dels diversos elements que aporten al seu so.; Com a efecte secundari fa que les formes d'ona no siguin completament periòdiques.
Com la sèrie harmònica és una seqüència aritmètica (1  f , 2  f , 3  f , 4  f  ..), i l'octava, o sèrie octava, és una seqüència geomètrica ( f , 2 ×  f , 2 × 2 ×  f , 2 × 2 × 2 ×  f , ...), això causa que la sèrie de sobretons divideixi l'octava en parts més petites segons ascendeixi.

Taula d'harmònics

## Nota
1. ↑  Alexander J. Ellis (translating Hermann Helmholtz): On the Sensations of Tone as a Physiological Basis for the Theory of Music, pages 24 and 25. 1885, reprinted by Dover Publications, Inc., New York, 1954.
2. ↑  Gouttenoire, Philippe; Guye, Jean-Philippe. Vocabulaire pratique d'analyse musicale.  DELATOUR FRANCE, 2006, p. 128 p.. Gouttenoire2006. ISBN 978-2-7521-0020-7.
3. ↑  Elena Prestini, The Evolution of Applied Harmonic Analysis: Models of the Real World, ISBN 0-8176-4125-4 (p140)